# こだま愛
こだま 愛（こだま あい、1961年7月3日 - ）は、元宝塚歌劇団月組トップ娘役で女優、声優。本名：石橋 美紀（いしばし みき）。大阪府出身。愛称はミミ（さん）。出身校は帝塚山学院。公称身長158センチ。血液型A型。趣味は読書と利き酒。

## 来歴・人物
母親がバレエ教室を開業していたため幼少のころからバレエを習う。
1980年、66期生として宝塚歌劇団に入団。星組公演『恋の冒険者たち／フェスタ・フェスタ』で初舞台。同期生に女優の安寿ミラ、毬谷友子などがいる。月組に配属され、早くから注目される。
1983年、『ムーンライト・ロマンス』の新人公演で初ヒロイン、『恋と十手と千両箱』でバウホール公演の初ヒロインを務めた。
1985年、大地真央・黒木瞳トップコンビ退団後、月組新トップ剣幸の相手役としてトップ娘役に就任し、『ときめきの花の伝説／ザ・スイング』で剣と共にお披露目。
『南の哀愁』『新・源氏物語』『心中・恋の大和路』といった再演物にも取り組み、『ミー・アンド・マイガール』初演や『哀愁』の初の舞台化を成功に導いた。
1990年に『川霧の橋／ル・ポアゾン 愛の媚薬』の東京公演千秋楽を最後に、剣と共に宝塚歌劇団を退団。
こだま工房に所属、女優として舞台に出演の他、LIVE・朗読コンサートなどの活動も行う。

## 宝塚時代の主な舞台

### 月組時代
- 1981年1月、『ジャンピング!』／『新源氏物語』新人公演：若紫（本役：綾乃にしき）
- 1981年2月、『ディーン (宝塚歌劇)』（バウ・東京特別）ナタリー・ウッド
- 1981年6月、『白鳥の道を超えて』新人公演：ミランダ（本役：優ひかり）／『ザ・ビッグ・アップル』
- 1982年2月、『あしびきの山の雫に』新人公演：山辺妃（本役：仁科有理）／『ジョリー・シャポー』
- 1982年3月、『永遠物語』（バウ）松五郎の子供時代
- 1982年8月、『シブーレット』（バウ）フランソワーズ
- 1982年10月、『愛限りなく』／『情熱のバルセロナ』新人公演：モニカ（本役：仁科有理）
- 1982年11月、『I LOVE MUSIC Ⅱ』（バウ）
- 1983年1月、『まい・みらくる』（バウ）
- 1983年3月、『春の踊り』／『ムーンライト・ロマンス』スザンヌ（梢真奈美とのWキャスト）、新人公演：イブ・モルナー（本役：黒木瞳） ＊新人公演初ヒロイン
- 1983年6月、『恋と十手と千両箱』（バウ）留伊 ＊バウホール公演初ヒロイン
- 1983年11月、『翔んでアラビアン・ナイト』新人公演：ジャウワーラ（本役：黒木瞳）／『ハート・ジャック』
- 1984年1月、『I am What I am』（バウ・東京特別・名古屋特別）
- 1984年5月、『沈丁花の細道』新人公演：お京（本役：条はるき）／『ザ・レビューII』
- 1984年11月、『ガイズ&ドールズ』新人公演：アデレイド（本役：条はるき）
- 1985年1月、『ハッピー・エンジェル』（バウ）ミーミ
- 1985年5月、『二都物語 (宝塚歌劇)』バネッサ、新人公演：ルーシー・マネット（本役：黒木瞳）／『ヒート・ウェーブ』＊新人公演ヒロイン
- 1985年9月、『スウィート・リトル・ロックンロール』（バウ）シンディ

### 月組トップ娘役時代
- 1985年11月、『ときめきの花の伝説』アンジェラ・バローネ／『ザ・スイング』
- 1986年5月、『百花扇 -夏の抒情詩-』／『哀愁』マイラ・レスター
- 1986年11月、『パリ、それは悲しみのソナタ』エバ／『ラ・ノスタルジー』
- 1987年5月、『ミー・アンド・マイガール』サリー
- 1988年2月、『ミー・アンド・マイガール』（中日）サリー
- 1988年5月、『南の哀愁』ナイヤ／『ビバ!シバ!』
- 1988年11月、『恋と霧笛と銀時計』留伊／『レインボー・シャワー』
- 1989年1月、『心中・恋の大和路』（バウ・東京特別）梅川
- 1989年5月、『新源氏物語』藤壺の女御／『ザ・ドリーマー』
- 1989年10月、『宝塚をどり賛歌』『タカラヅカ・フォーエバー』（ニューヨーク公演）
- 1989年11月、『天使の微笑・悪魔の涙』マルガレーテ／『レッド・ホット・ラブ』
- 1990年2月、『大いなる遺産』エステラ／『ザ・モダーン』
- 1990年4月、『天使の微笑・悪魔の涙』マルガレーテ／『レッド・ホット・ラブ』（全国ツアー）
- 1990年8月、『川霧の橋』おみつ／『ル・ポアゾン 愛の媚薬』（退団公演）

## 宝塚退団後の主な活動

### 舞台等
- ミュージカル坂本龍馬（主演・西城秀樹。1991年、新神戸オリエンタル劇場・日本青年館） - おりょう
- 舞台生活25周年・宝塚退団15周年記念お茶会（2005年12月11日センチュリーハイアット東京）
- こだま 愛 First Recital（2006年2月18日長野県茅野市民館
- こだま愛　朗読と歌の世界（2007年4月14日NHK放送博物館・愛宕山ホール）
- 大阪城パラディオン - 将星☆真田雪村 - （2015年5月30日 - 31日、サンケイホールプリーゼ）淀殿
- SUPER GIFT!（2015年9月 - 10月、東京国際フォーラムホールC、梅田芸術劇場）
- 「シェイクスピア物語〜真実の愛〜」〜SHAKESPEARE OF TRUE LOVE〜（2022年4月15日 - 24日、KAAT 神奈川芸術劇場ホール / 5月20日 - 22日ま、森ノ宮ピロティホール） - マーガレット・ド・キューブレッド 役[1]

### テレビドラマ
- 暴れん坊将軍IV
  - 第20話「愛しき炎の剣!」（1991年） - 由紀 役
  - 第40話「いなせ新さん渡世人修行!」（1992年） - おせん 役
- 水戸黄門 第21部 第28話「黄門一家は用心棒・諏訪」（1992年） - おりえ 役
- 土曜ワイド劇場「黒い聖母連続殺人・呪われた名門女子高!」（1992年）
- 明るい家族計画（1995年）
- 連続テレビ小説「あぐり」（1997年） - 石森時子 役
- 月曜ミステリー劇場 外科医・零子1（2001年10月22日） - 花村美代子 役
- 昨日の友は今日の敵?（2004年） - 羽田麗子 役
- 渡る世間は鬼ばかり（2007年） - 宮部咲子 役
- 大河ドラマ「篤姫」（2008年） - 花園 役

### その他の番組
- 一枚の写真 （1988年）
- おはなしのくに「おにたのぼうし」（2014年）　語り手

### ラジオドラマ
- 青春アドベンチャー「紅はこべ」（マルグリート・ブレイクニー）
- 青春アドベンチャー「スーパー忍者物語 霧隠れ雲隠れ」（ナレーション／淀君）
- 青春アドベンチャー「ヴァーチャル・ガール」（マギー）
- 特集スペースアドベンチャー 新竹取物語 1000年女王（1992年01月04日〜01月05日）

### テレビアニメ
- 「雪の女王」（ヘレーネ）